# Tarchia kielanae
Tarchia kielanae es una especie y tipo del género extinto Tarchia (mn. "cerebro") de dinosaurio tireóforo anquilosáurido, que vivió a finales del período Cretácico, hace aproximadamente 75 a 70 millones de años, desde el Campaniense al Maastrichtiense, en lo que hoy es Asia. Su holotipo , ZPal MgD-I/111, fue descubierto en la Formación Barun Goyot del Cretácico Superior, posiblemente Campaniense a Maastrichtiense, anteriormente conocida como "Lechos Nemegt Inferiores" de la Cuenca Nemegt de Mongolia. Fue descrito en 1977 por Maryanska. y su descripción ampliada un año después. por Tumanova. Consiste en un techo de cráneo, una caja craneal y elementos de cráneo traseros. Maryańska refirió tres especímenes adicionales, ZPAL MgDI/43, un gran esqueleto poscraneal que contiene tres vértebras de la cola "libres", doce vértebras fusionadas de la cola del "mango" del garrote de la cola y un escudo, ZPAL MgDI/49, húmero derecho y PIN 3142/251, un esqueleto con cráneo, que aún permanece sin describir. En 1977, Tatyana Tumanova nombró una segunda especie, Tarchia gigantea. Este fue un cambio de nombre de Dyoplosaurus giganteus descrito por Maleev en 1956, que se había basado en el espécimen PIN 551/29. En 1987, Tumanova concluyó que ambas especies eran idénticas, esto haría de Dyoplosaurus giganteus el sinónimo primario por sobre Tarchia kielanae y la especie cambiaria de nombre a Tarchia gigantea. Esto fue generalmente aceptado y Tarchia gigantea se convirtió en el nombre habitual de la especie, como una combinatio nova reemplazando Tarchia kielanae. Sin embargo, un estudio reciente de Victoria Megan Arbor indica que D. giganteus es indistinguible de otros anquilosáuridos del Campaniano tardío a Maastrichtiense de Mongolia y, por lo tanto, un dudoso y el estudio revivió el nombre Tarchia kielanae.